# Saitama
Saitama (埼玉県, Saitama-ken) é uma prefeitura do Japão localizada na região de Kantō da ilha de Honshu. A capital é a cidade de Saitama.
A prefeitura é parte da Região Metropolitana de Tóquio, e a maior parte das cidades de Saitama podem ser descritas como subúrbio da mesma, para a qual uma grande parte de residentes viajam todos os dias.

## História
A prefeitura de Saitama antigamente fazia parte da província de Musashi.
No 43º ano da era Keiun (708), depósitos de ferro foram encontrados no distrito de Chichibu, que hoje faz parte da prefeitura de Saitama.
A região de Saitama é historicamente conhecida como uma área de agricultura fértil que produzia grande parte dos alimentos da região de Kanto. Durante o período Edo, muitos daimyos fudai dominavam os pequenos domínios da região de Saitama.
Após a Segunda Guerra Mundial, como Tóquio se expandia rapidamente os meios de transportes antigos permitiam viagens mais longas, a falta de terra disponível em Tóquio levou ao rápido desenvolvimento da prefeitura de Saitama, cuja população praticamente triplicou desde 1960. A maioria das cidades da prefeitura estão bem conectadas ao centro de Tóquio por ferrovias metropolitanas e funcionam como subúrbios residenciais e comerciais de Tóquio.

## Geografia

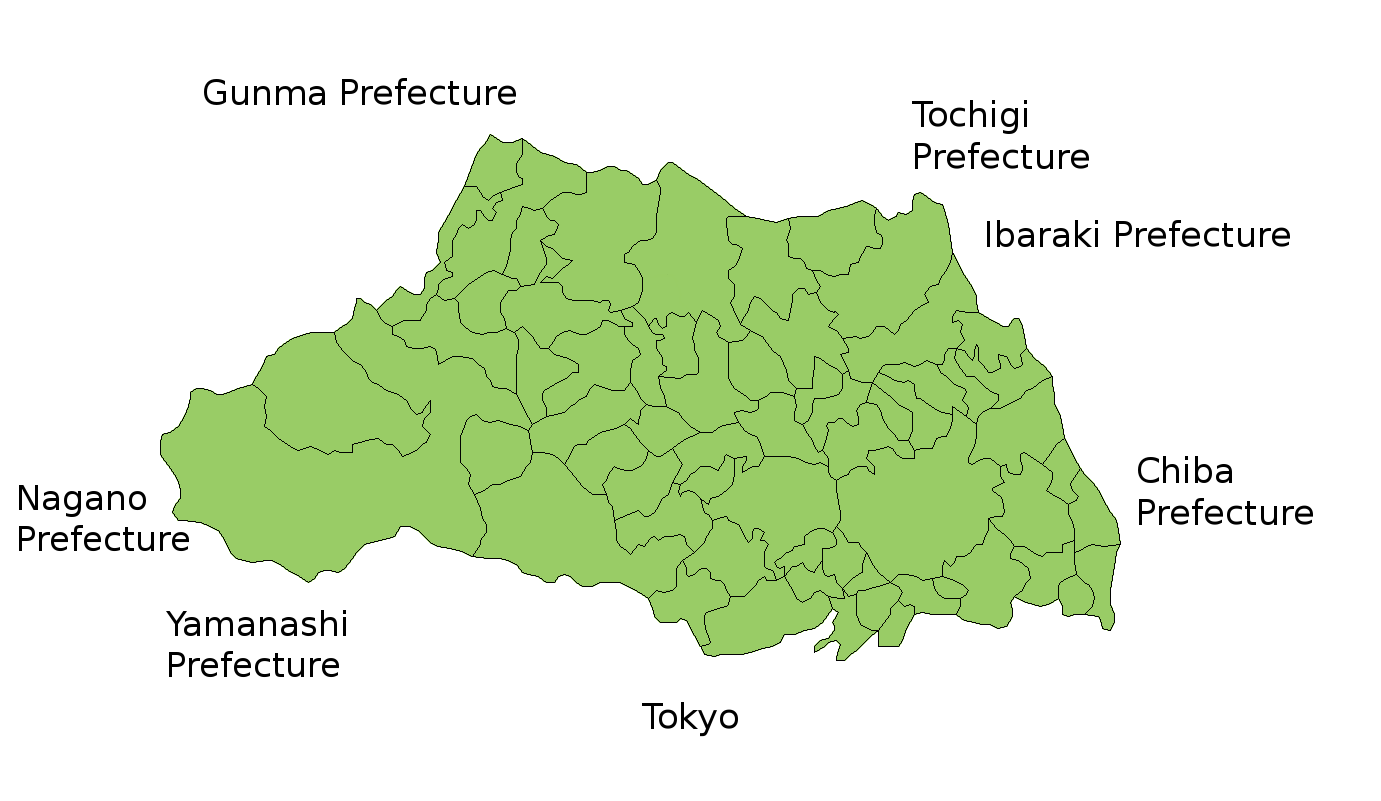
Mapa da prefeitura de Saitama

A prefeitura de Saitama faz fronteira com Toquio, Chiba, Ibaraki, Tochigi, Gunma, Nagano e Yamanashi. Ela localiza-se no centro-oeste da região de Kanto, medindo 103 km de leste a oeste e 52 km de norte a sul. Com 3.797 km2, ela é a nova menor prefeitura. A fronteira oriental com a prefeitura de Chiba é definida pelo Rio Edo. As fronteiras ao norte e noroeste com a prefeitura de Gunma são determinadas pelo rio Tone, rio Kanagawa e a divisória de águas do rio Arakawa e Kanagawa. A fronteira ao sudoeste é definida pela divisória e águas do rio Arakawa, rio Tama e rio Fuefuki. A seção oriental da fronteira ao sul, no entanto, se sobrepõe a qualquer característica geológica.
A topografia da prefeitura de Saitama é dividida pela linha tectônica de Hachioji, que passa por Kodama, Ogawa e Hanno, na região montanhosa ao oeste e na região baixa ao leste. A altitude, mais alta no lado ocidental, gradativamente diminui indo para o leste, das cadeias montanhosas para os montes e planícies. As planícies e planaltos no leste ocupam 67,3% da região.
O lado oriental, parte da planície de Kanto, pode ser dividida em nove regiões separadas de colinas e dez de planaltos. As primeiras ocupam pequenas áreas ao redor da cadeia montanhosa de Kanto, incluindo os Montes Hiki e os Montes Sayama. Os últimos são cercados principalmente por planícies aluviais. Na porção sudeste da prefeitura, o Planalto de Omiya corre em direção ao sudeste, cercada pelo Rio Furutone ao leste e o Rio Arakawa ao oeste.
A parte ocidental da prefeitura pertence à Cadeia Montanhosa de Kanto, com a Bacia de de Chichibu localizada em seu centro. A região ao oeste da bacia caracteriza-se por picos altos como o Monte Sanpo (2.483 m) e o Monte Kobushi (2.475 m), onde se localiza a nascente do Rio Arakawa. A maior parte da terra está dentro do Parque Nacional Chichibu Tama Kai. A região a leste da bacia consiste de montanhas relativamente baixas.

### Cidades
Em negrito, a capital da prefeitura.
| - Ageo - Asaka - Chichibu - Fujimi - Fujimi no - Fukaya - Gyoda - Hanno - Hanyu - Hasuda - Hatogaya - Hidaka - Higashimatsuyama - Honjo - Iruma | - Iwatsuki - Kamifukuoka - Kasukabe - Kawagoe - Kawaguchi - Kazo - Kenzo - Kitamoto - Koshigaya - Kounosu - Kuki - Kumagaya - Misato - Niiza - Omiya - Okegawa | - Saitama - Sakado - Satte - Sayama - Shiki - Soka - Toda - Tokorozawa - Tsurugashima - Urawa - Wako - Warabi - Yashio - Yoshikawa |

### Distritos
| - Distrito de Chichibu - Distrito de Hiki - Distrito de Iruma - Distrito de Kitaadachi - Distrito de Kitakatsushika | - Distrito de Kitasaitama - Distrito de Kodama - Distrito de Minamisaitama - Distrito de Osato |

## Economia
Antes da Segunda Guerra Mundial, as principais atividades eram a agricultura e a silvicultura. Após a Segunda Guerra Mundial, ocorreram mudanças na indústria de construção e consequentemente, aumento da população causando transformações na prefeitura. Atraídos pelo grande aumento de indústrias das cidades de Omiya (atual Saitama), Fukaya, Kawagoe, Saitama, entre outras, a prefeitura deixou de ter a agricultura como a principal atividade, passando a ter a área industrial como atividade principal, em especial o campo da indústria mecânica.
Como resultado dessas mudanças e devido à proximidade com Tóquio, houve um grande crescimento nas zonas residenciais da prefeitura. Em 1950 havia 2,14 milhões de habitantes sendo que praticamente triplicou e em 2002 passou a ter mais de 7 milhões.

## Turismo
A maior parte dos locais turísticos em Saitama estão localizados na parte noroeste da prefeitura, conhecido como Região Chichibu. Esta região possui um relevo montanhoso e grande riqueza natural. A região é muito popular entre os residentes de Saitama e prefeituras vizinhas para viagens curtas, acessível facilmente através da rede ferroviária.

### Atrações turísticas
- Santuário Chichibu
- Museu de Gyoda
- Museu John Lennon
- Museu de História Natural Saitama
- Parque Keyashi-hiroba
- Templo Kitain
- Omiya Bonsai Village
- Saitama Super Arena
- Sakitama Fudoki Hill
- Hikawa Shrine